# روحی ساوجی
روحی ساوجی با نام هنری روحی بازیگر سینما و رقصنده اهل ایران است.

## زندگی هنری
او فعالیت حرفه‌ای را با رقص در ئتاتر جامعه باربد و سپس کاباره‌ افق طلایی تهران با نام هنری عزیزه آغاز کرد. مدتی نیز به عنوان مدل تبلیغاتی فعالیت می‌کرد. 
اولین حضور او به عنوان بازیگر در مجموعه تلویزیونی سمک عیار به کارگردانی باربد طاهری بود. سپس در سال ۱۳۵۶ در کنار فریدون فرخزاد در بزرگترین شوی هفته ظاهر شد و بسیار مورد توجه قرار گرفت. اما بازی او در پیش‌پرده مورچه ‌داره به کارگردانی رضا میرلوحی در نوروز سال ۱۳۵۷ بود که به یک‌باره روحی ساوجی را به چهره‌ای ماندگار در خاطره جمعی ایرانیان مبدل کرد.
اولین حضورش در سینما در کنار همکار خود باربد طاهری در فیلم زیر پوست شب به کارگردانی فریدون گله بود. سپس در چند فیلم مطرح دیگر سینمای ایران در کنار بازیگرانی چون وحدت و بهروز وثوقی ظاهر شد. آخرین فعالیت سینمایی او در ایران در فیلم «مریم و مانی» ساخته شهرزاد (کبری سعیدی) بود. روحی ساوجی در این فیلم هم به عنوان بازیگر و هم به عنوان منشی صحنه حضور داشت.
پس از انقلاب اسلامی و حذف بسیاری از زنان هنرمند از عرصه هنر، او در سال ۱۳۶۶ با تنها فرزندش به کشور آلمان مهاجرت کرد. آنجا در کنار همکار قدیمی خود فریدون فرخزاد در کنسرت‌های ایرانی شرکت کرد. پس از قتل فریدون فرخزاد روحی ساوجی به آمریکا رفت و برای مدتی یک هنرکده تعلیم رقص در این کشور تاسیس کرد.

## بازیگر
سینما
1. مریم و مانی (۱۳۵۷)
2. بادام‌های تلخ (۱۳۵۶) ناتمام
3. بی‌گناه (۱۳۵۵)
4. رابطه جوانی (۱۳۵۵)
5. ماه عسل (۱۳۵۵)
6. شوهر جونم عاشق شده (۱۳۵۵)
7. زیر پوست شب (۱۳۵۳)

رقصنده
1. تشنه باران (۱۳۵۷) با نام هنری عزیزه
2. آقای لر به شهر می‌رود (۱۳۵۷)
3. واسطه‌ها (۱۳۵۶)
4. شوهر جونم عاشق شده (۱۳۵۵)
5. فرار از بهشت (۱۳۵۳)
6. گریز از مرگ (۱۳۵۲)
7. سالومه (۱۳۵۲)

تلویزیون
1. مجموعه تلویزیونی قیام مختار (۱۳۵۷) - کارگردان سبکتکین سالور (ناتمام)
2. مجموعه تلویزیونی هزارمین (۱۳۵۷)
3. نمایش تلویزیونی مورچه داره (نوروز ۱۳۵۷)
4. بزرگترین شو هفته با فریدون فرخزاد (۱۳۵۶)
5. مجموعه تلویزیونی سمک عیار (۱۳۵۴)